# 列福尔托沃监狱

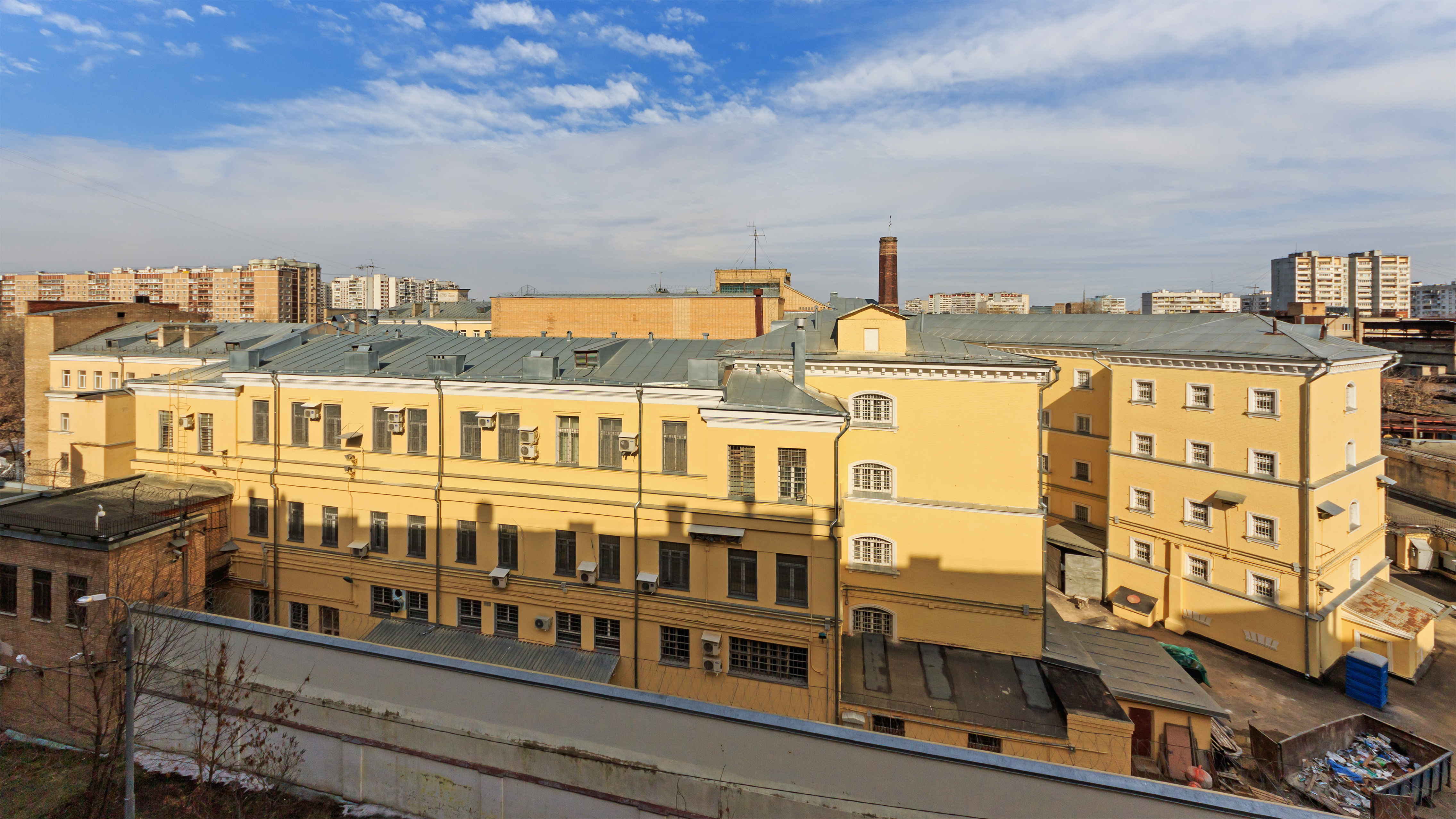
列福尔托沃监狱

列福尔托沃监狱（俄语：Лефортовская тюрьма）是一所位于俄罗斯莫斯科的监狱，自2005年起隶属于俄罗斯司法部。该监狱始建于1881年，以所在的列福尔托沃区命名。苏联大清洗时期，列福尔托沃监狱被内务人民委员会用来审问拷打被关押者。克格勃常用其关押政治犯。1994年移交俄罗斯联邦内务部管辖，1996年年至2005年移交回联邦安全局管辖。

## 知名被关押者
- 瓦西里·康斯坦丁诺维奇·布柳赫尔
- 纳坦·夏兰斯基
- 亚历山大·伊萨耶维奇·索尔仁尼琴
- 安德烈·陀纳妥维奇·西尼亚夫斯基
- 尼古拉·格卢什科夫
- 亞歷山大·瓦爾杰洛維奇·利特維年科
- 拉乌尔·瓦伦贝格
- 尤里·奥尔洛夫
- 奥西普·皮亚特尼茨基
- 维克托·谢苗诺维奇·阿巴库莫夫
- 奥列格·森索夫
- 斐迪南·舍尔纳

## 外部連結
- Lefortovo prison （俄文） – Includes hand-drawn floorplan
- "New Times Loom for Fabled Lefortovo Prison" （页面存档备份，存于）, The St. Petersburg Times（俄语：The St. Petersburg Times）, June 7, 2005